# Xoáy thuận

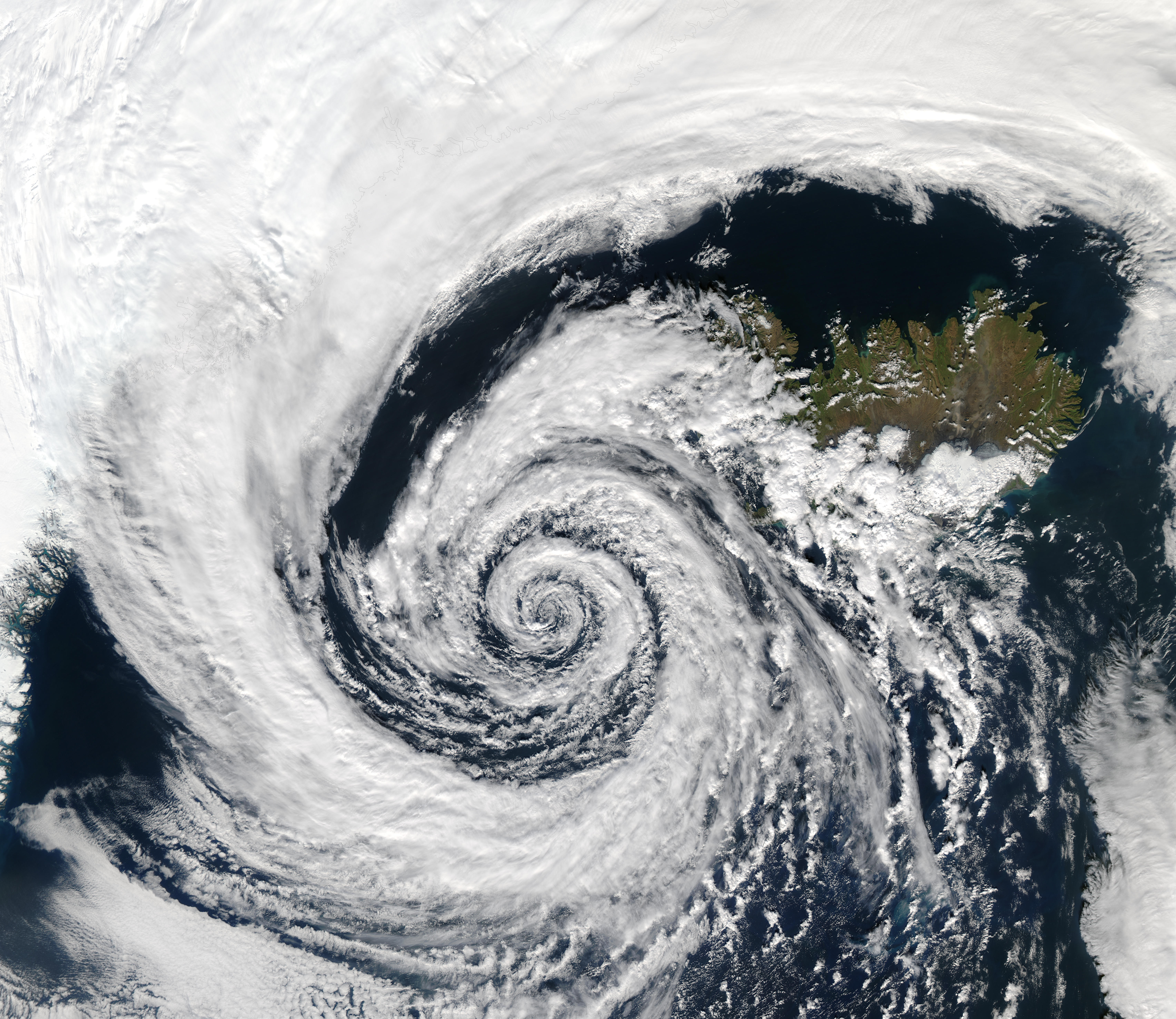
Một xoáy thuận

Trong khí tượng học, xoáy thuận (còn gọi là xoáy tụ) là khối không khí lớn xoay quanh một vùng áp suất thấp mạnh. Xoáy thuận được đặc trưng bởi gió xoáy vào trong và xoay quanh một vùng áp suất thấp.
Các hệ thống áp suất thấp lớn nhất là các xoáy cực (Polar vortex) và xoáy thuận ngoài nhiệt đới với quy mô lớn nhất (synoptic scale). Các xoáy thuận lõi ấm như xoáy thuận nhiệt đới và các xoáy thuận cận nhiệt đới cũng nằm trong quy mô này. Các xoáy thuận cỡ trung, lốc xoáy và lốc cát thuộc quy mô trung nhỏ hơn . Các xoáy thuận cấp cao có thể tồn tại mà không có vùng áp suất thấp ở bề mặt, và có thể chụm lại từ đáy của vùng áp suất thấp nhiệt đới thuộc phần trên của tầng đối lưu trong những tháng mùa hè ở Bắc bán cầu. Các xoáy thuận cũng xuất hiện trên các hành tinh ngoài Trái Đất, chẳng hạn như sao Hỏa và sao Hải Vương . Sự hình thành xoáy thuận mô tả quá trình hình thành và cường độ của xoáy thuận . Các xoáy thuận ngoại nhiệt đới bắt đầu như là những đợt sóng ở các vùng rộng lớn có độ tương phản nhiệt độ vĩ độ trung mở rộng được gọi là các vùng baroclinic. Các vùng này kết giao và tạo thành frông thời tiết khi sự lưu hành xoáy đóng kín và tăng cường. Sau đó trong chu kỳ sống của chúng, các xoáy thuận ngoài nhiệt đới hấp lưu khi không khí lạnh làm giảm khí nóng và trở thành hệ thống lõi lạnh. Xích lốc của Một tuyến đường của xoáy thuận được hướng dẫn trong suốt vòng đời của nó từ 2 đến 6 ngày nhờ luồng lái của dòng tia cận nhiệt đới.

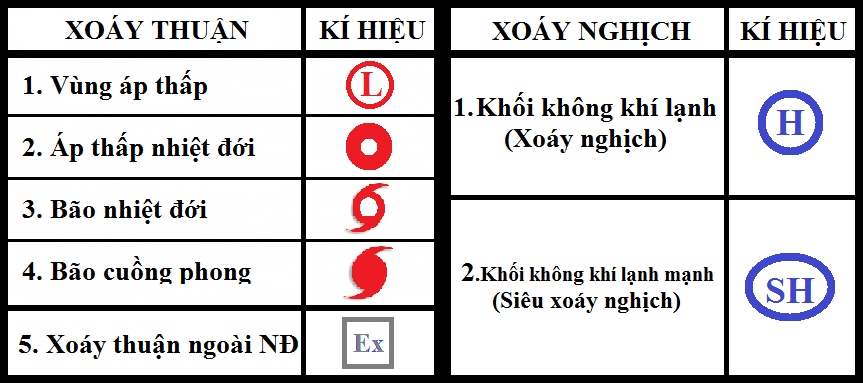
Bảng trên đây cung cấp các loại Xoáy thuận, Xoáy nghịch và kí hiệu của chúng

Frông thời tiết đánh dấu ranh giới giữa hai khối không khí có nhiệt độ, độ ẩm và mật độ khác nhau và liên quan đến các hiện tượng khí tượng nổi bật nhất. Frông lạnh mạnh đặc trưng với các dải hẹp của các cơn dông và thời tiết khắc nghiệt, và thỉnh thoảng có thể được đi trước bởi các đường squall hoặc đường khô. Frông như vậy hình thành phía tây của trung tâm lưu thông và thường di chuyển từ tây sang đông; Frông nóng hình thành ở phía Đông của trung tâm xoáy thuận và thường được đi trước bởi mây stratus cấp thấp gây mưa và sương mù. Frông nóng di chuyển hướng cực về phía trước của tuyến đường xoáy thuận. Các frông hấp lưu hình thành vào cuối chu kỳ sống của xoáy thuận ở gần trung tâm của xoáy thuận và thường bao quanh trung tâm bão.
Sự hình thành xoáy thuận nhiệt đới mô tả quá trình phát triển của xoáy thuận nhiệt đới. Các xoáy thuận nhiệt đới hình thành do nhiệt nóng tiềm ẩn dẫn bởi hoạt động của dông bão và là lõi ấm. Cơn lốc có thể chuyển đổi giữa các thời kỳ ngoại nhiệt đới, cận nhiệt đới và nhiệt đới. Xoáy thuận trung hình thành xoáy thuận lõi ấm trên mặt đất, và có thể dẫn tới sự hình thành lốc xoáy. Vòi rồng (waterspout) cũng có thể hình thành từ xoáy thuận trung, nhưng thường phát triển từ môi trường có độ bất ổn định cao và gió đứt dọc thấp. Ở Đại Tây Dương và đông bắc Thái Bình Dương, một cơn xoáy thuận nhiệt đới thường được gọi là hurricane (tên của thần gió Trung Mỹ cổ đại, Huracan), ở Ấn Độ và Nam Thái Bình Dương, nó được gọi là cyclone, và phía tây bắc Thái Bình Dương nó được gọi là typhoon.

## Kết cấu

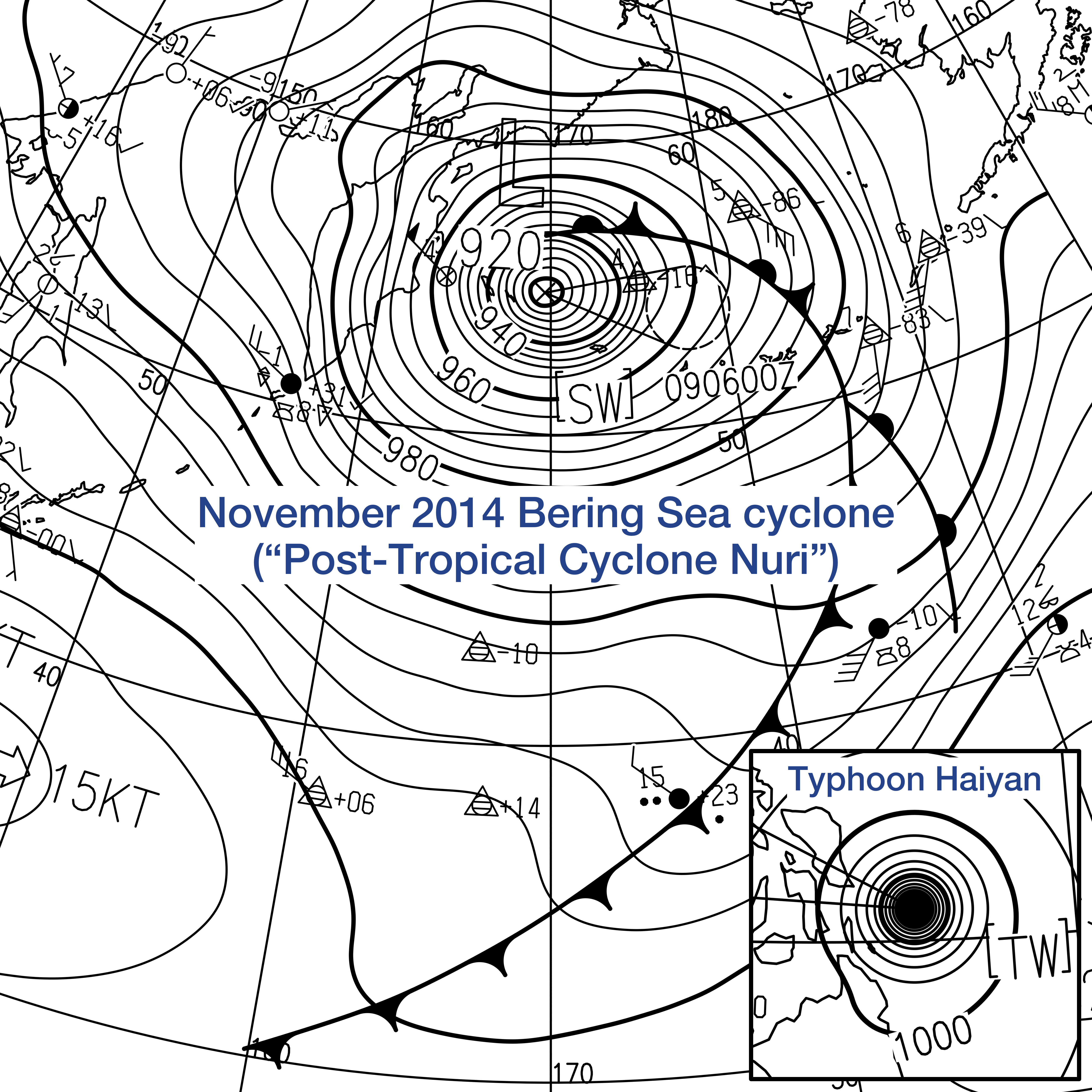
So sánh giữa các xoáy thuận nhiệt đới và ngoại nhiệt đới trên phân tích bề mặt

Có một số đặc điểm cấu trúc phổ biến đối với tất cả các cơn xoáy thuận. Một cơn xoáy thuận là một khu vực áp suất thấp. Một trung tâm của xoáy thuận (thường được biết đến trong một cơn bão nhiệt đới trưởng thành như là mắt bão), là khu vực có áp suất không khí thấp nhất trong vùng . Gần trung tâm, lực chênh lệch áp suất (từ áp suất ở trung tâm của xoáy thuận so với áp suất bên ngoài cơn bão) và lực từ hiệu ứng Coriolis phải ở trong một cân bằng xấp xỉ, hoặc cơn bão sẽ sụp đổ trên chính nó như là một kết quả của sự khác biệt trong áp lực.
Do hiệu ứng Coriolis, gió chảy xung quanh một xoáy thuận lớn ngược chiều kim đồng hồ ở Bắc bán cầu và theo chiều kim đồng hồ ở bán cầu Nam. Ở Bắc bán cầu, gió nhanh nhất tương đối với bề mặt Trái Đất do đó xảy ra ở phía đông của một xoáy thuận di chuyển về phía bắc và ở phía bắc của một xoáy thuận chuyển hướng sang phía tây; điều ngược lại xảy ra ở Nam bán cầu . Trái ngược với các hệ thống áp suất thấp, luồng gió chảy xung quanh các hệ thống áp suất cao là xoáy nghịch theo chiều kim đồng hồ ở bán cầu bắc và ngược chiều kim đồng hồ ở nam bán cầu.

## Sự hình thành

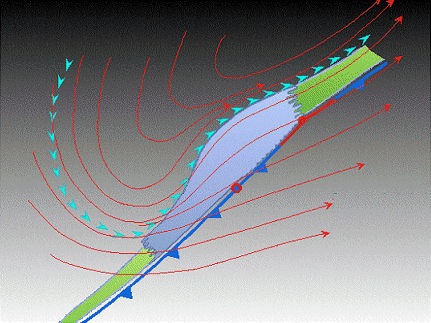
Khu vực áp suất thấp ngoài nhiệt đới ban đầu hình thành tại vị trí của chấm đỏ trên hình ảnh. Nó thường là sự hình thành mây giống như lá vuông góc (ở góc phải) được thấy trên vệ tinh trong giai đoạn đầu của chu trình hình thành xoáy thuận. Vị trí của trục luồng dòng tia tầng cao hơn có màu xanh nhạt.

Các cơn lốc xoáy nhiệt đới hình thành khi năng lượng giải phóng bởi sự ngưng tụ hơi nước trong không khí đang tăng gây ra một vòng phản hồi tích cực trên vùng nước biển ấm.

Sự hình thành xoáy thuận (Cyclogenesis) là sự phát triển hoặc tăng cường lưu hành xoáy thuận trong bầu khí quyển. Cyclogenesis là một thuật ngữ ô cho một số quá trình khác nhau mà tất cả dẫn tới sự phát triển của một số loại xoáy thuận. Nó có thể xảy ra ở các quy mô khác nhau, từ quy mô vi mô đến quy mô lớn.
Các xoáy thuận ngoài nhiệt đới bắt đầu như các làn sóng dọc theo frông thời tiết trước khi hấp lưi sau đó trong chu trình sống của chúng như các hệ thống lõi lạnh. Tuy nhiên, một số xoáy thuận ngoài nhiệt đới mạnh có thể trở thành hệ thống lõi nóng khi có sự tách biệt ấm xảy ra.
Các xoáy thuận nhiệt đới hình thành như là kết quả của hoạt động đối lưu đáng kể, và là lõi ấm. Xoáy thuận cỡ trung hình thành như là xoáy thuận lõi ấm lên trên mặt đất, và có thể dẫn tới sự hình thành lốc xoáy. Vòng xoáy (Waterspout) cũng có thể hình thành từ xoáy thuận cỡ trung (mesocyclone), nhưng thường phát triển từ môi trường có độ bất ổn định cao và gió đứt dọc thấp. Cyclolysis là là sự trái ngược của cyclogenesis, và là hệ thống áp suất cao tương đương, dẫn tới sự hình thành của các vùng áp suất cao - Anticyclogenesis.
Một bề mặt vùng áp suất thấp có thể hình thành theo nhiều cách. Địa hình có thể tạo ra một bề mặt vùng áp suất thấp. Hệ thống đối lưu quy mô trung có thể sinh ra bề mặt vùng áp suất thấp mà ban đầu là lõi ấm. Sự xáo trộn có thể phát triển thành một cơ cấu giống như làn sóng dọc theo frông và vùng áp suất thấp được đặt ở đỉnh. Xung quanh vùng áp suất thấp, dòng chảy trở thành xoáy thuận. Dòng xoáy này di chuyển không khí cực về phía xích đạo ở phía tây của vùng áp suất thấp, trong khi không khí ấm chuyển động về hướng cực ở phía đông. Một mặt trận lạnh lẽo xuất hiện ở phía tây, trong khi mặt trận ấm áp ở phía đông. Thông thường, frông lạnh di chuyển với một tốc độ nhanh hơn frông nóng và "bắt kịp" nó do sự xói mòn chậm của khối lượng không khí có mật độ cao hơn ra phía trước của cơn bão. Thêm vào đó, khối lượng không khí có mật độ cao hơn quét sau cơn bão tăng cường áp suất cao hơn, khối lượng không khí lạnh dày đặc hơn. Frông lạnh vượt qua frông nóng, và làm giảm chiều dài của frông nóng. Tại thời điểm này một frông hấp lưu được hình thành nơi mà khối không khí ấm được đẩy lên trên vào một khe máng có luồng không khí ấm ở phía trên, cũng được gọi là trowal.
Sự hình thành xoáy thuận nhiệt đới là thuật ngữ mô tả sự phát triển và tăng cường của một cơn bão nhiệt đới . Các cơ chế mà qua đó sự hình thành xoáy thuận nhiệt đới xảy ra khác biệt rõ rệt so với các cyclone ở vĩ độ trung. Sự hình thành xoáy thuận nhiệt đới], sự phát triển của một cơn lốc xoáy lõi ấm, bắt đầu với sự đối lưu đáng kể trong một môi trường khí quyển thuận lợi. Có sáu yêu cầu chính cho sự hình thành xoáy thuận nhiệt đới:
- nhiệt độ bề mặt biển ấm,[23]
- không ổn định khí quyển,
- độ ẩm cao ở tầng thấp hơn tới tầng trung của tầng đối lưu
- lực Coriolis đủ để phát triển một trung tâm áp suất thấp
- sự tồn tại trước đó tập trung tầng thấp hay sự xáo trộn
- gió đửt chiều dọc thấp.[24]

Trung bình có 86 cơn lốc xoáy nhiệt đới được hình thành từ các cơn bão nhiệt đới hàng năm trên toàn thế giới, với 47 cơn bão đạt được cường độ hurricane/typhoon, và 20 cơn lốc xoáy nhiệt đới cực đoan (ít nhất là cường độ loại 3 trên thang bão Saffir-Simpson) 

## Quy mô lớn

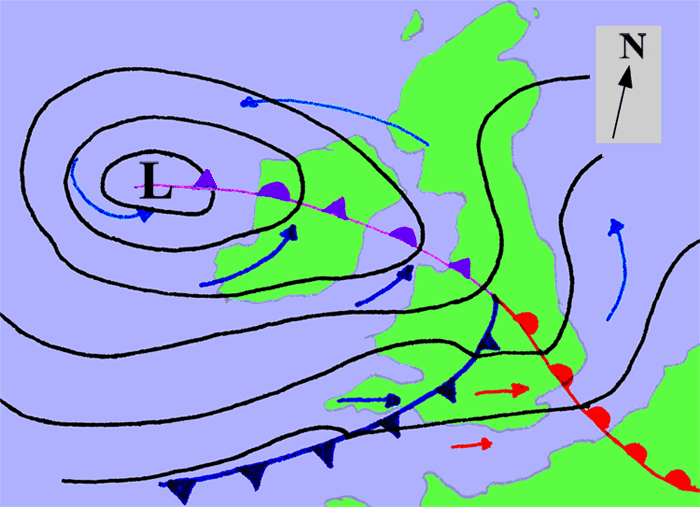
Một biểu đồ tổng hợp giả tưởng của một cơn lốc xoáy ngoài nhiệt đới ảnh hưởng đến Anh và Ireland. Các mũi tên màu xanh giữa các đường đẳng áp cho biết hướng của gió, trong khi biểu tượng "L" tượng trưng cho trung tâm của "thấp". Lưu ý ranh giới frông hấp lưu, lạnh và nóng.

Các loại xoáy thuận sau đây có thể nhận dạng được trong biểu đồ tổng hợp.

### Loại bề mặt
Có ba loại lốc xoáy theo bề mặt chính: xoáy thuận ngoài nhiệt đới, xoáy thuận cận nhiệt đới và xoáy thuận nhiệt đới

#### Xoáy thuận ngoài nhiệt đới
Một Xoáy thuận ngoài nhiệt đới là một hệ thống thời tiết áp suất thấp quy mô lớn mà không có đặc điểm xoáy thuận nhiệt đới, vì nó nối với frông và độ chênh lệch ngang (thay vì dọc) theo nhiệt độ và điểm sương còn được biết tới là "vùng baroclinic".
"Ngoài nhiệt đới" là thuật ngữ được áp dụng cho xoáy thuận bên ngoài vùng nhiệt đới, ở vĩ độ trung bình. Các hệ thống này cũng có thể được mô tả là "lốc xoáy ở vĩ độ trung bình" do khu vực hình thành của nó, hoặc "hậu xoáy thuận nhiệt đới" khi một cơn lốc nhiệt đới đã di chuyển (quá trình chuyển đổi ngoại vi) vượt quá vùng nhiệt đới . Chúng thường được miêu tả là "trầm cảm" hoặc "thấp" bởi các nhà dự báo thời tiết và công chúng. Đây là những hiện tượng hàng ngày, cùng với xoáy nghịch, thay đổi thời tiết nhiều phần của Trái Đất.
Mặc dù các xoáy thuận ngoài nhiệt đới hầu như luôn luôn được phân loại như baroclinic vì chúng hình thành theo các vùng nhiệt độ và điểm sương chênh lệch trong westerlies, đôi khi chúng có thể trở thành barotropic muộn trong chu trình sống của chúng khi sự phân bố nhiệt độ quanh cơn lốc trở nên khá đồng đều với bán kính. Một xoáy thuận ngoài nhiệt đới có thể biến thành một cơn bão cận nhiệt đới, và từ đó thành một cơn bão nhiệt đới, nếu nó sống qua vùng nước ấm đủ để làm ấm cốt lõi của nó, và kết quả là phát triển sự đối lưu trung tâm. Một xoáy thuận ngoài nhiệt đới đặc biệt có cường độ lớn xảy ra vào mùa đông được gọi theo thông tục là nor'easter.

##### Polar low

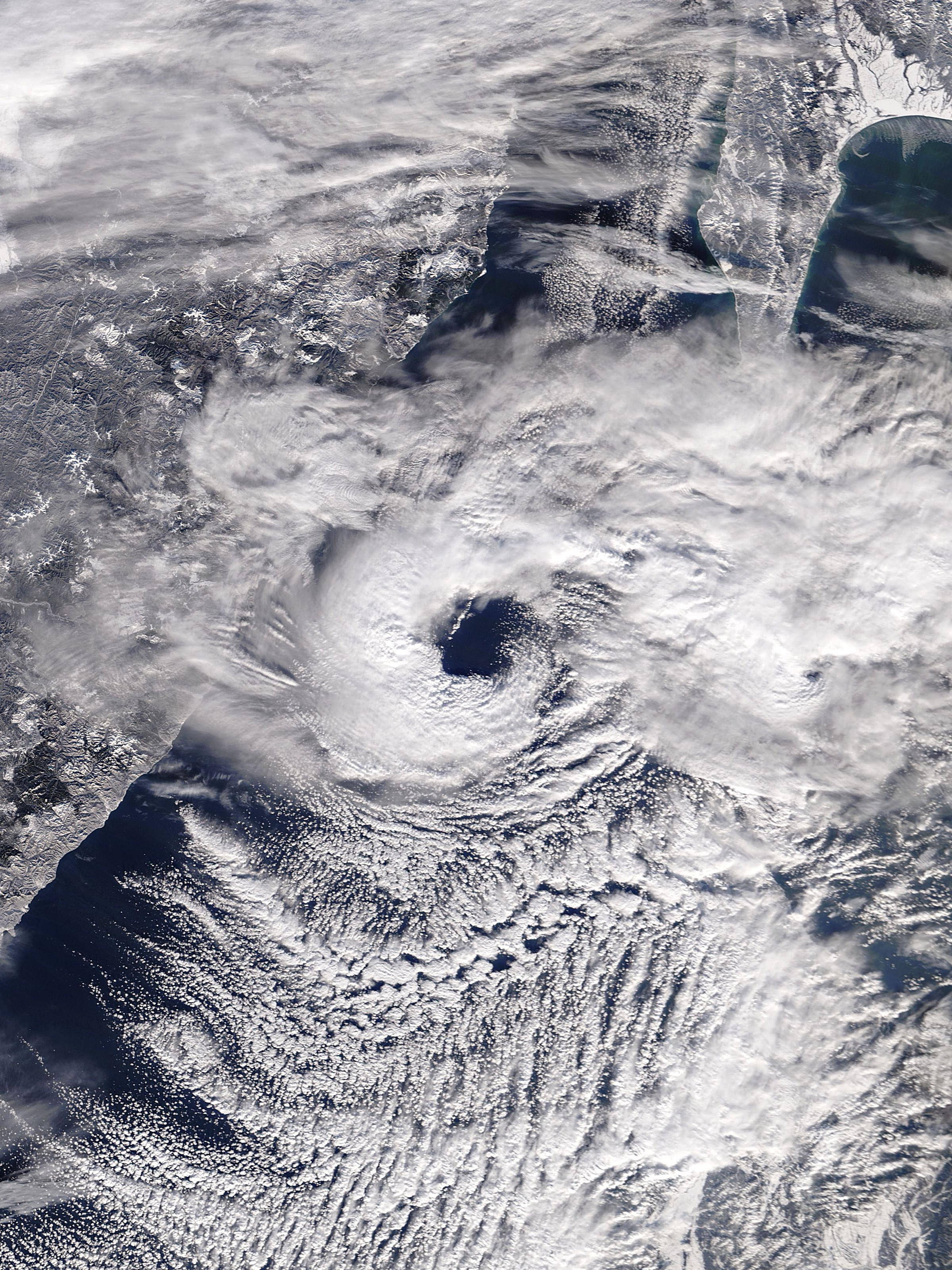
Một polar low trên biển Nhật Bản vào tháng 12 năm 2009

Một polar low là một hệ thống áp suất thấp (depression) trong không khí chỉ tồn tại trong thời gian ngắn, quy mô nhỏ, được thấy ở các khu vực đại dương hướng cực của frông cực ở cả bán cầu Bắc và Nam. Polar low là lõi lạnh vì vậy chúng có thể được coi là một tập hợp con của các xoáy thuận ngoài nhiệt đới. Polar low lần đầu tiên được xác định trên hình ảnh vệ tinh khí tượng, co thể được quan sát trong những năm 1960, cho thấy nhiều xoáy mây quy mô nhỏ ở vĩ độ cao. Các polar low hoạt động nhất được tìm thấy trong một số khu vực hàng hải không có băng ở hoặc gần Bắc Cực trong mùa đông, chẳng hạn như Biển Na Uy, Biển Barents, Biển Labrador và Vịnh Alaska; tuy nhiên, một số polar low đã được tìm thấy ở Biển Nhật Bản. Polar low tan rã nhanh khi chúng đổ bộ vào đất liền. Các hệ thống Nam Cực có xu hướng yếu hơn so với các đối tác phía Bắc của họ vì sự khác biệt về nhiệt độ giữa không khí trên biển chung quanh lục địa nói chung là nhỏ hơn. Tuy nhiên, polar low cực mạnh cũng có thể tìm thấy ở Nam Đại Dương. Vào mùa đông, khi các vùng áp suất thấp lõi lạnh với nhiệt độ ở tầng giữa của tầng đối lưu đạt -45 °C (-49 °F) di chuyển qua các vùng nước rộng, các hình thức đối lưu sâu cho phép polar lows phát triển
Các hệ thống thường có quy mô chiều ngang dưới 1.000 km (620 mi) và tồn tại không quá hai ngày. Chúng là một phần của cấp lớn hơn thuộc hệ thống thời tiết quy mô trung (mesoscale). Polar low có thể khó được phát hiện bằng cách sử dụng báo cáo thời tiết thông thường và gây nguy hiểm đối với các hoạt động ở vĩ độ cao, chẳng hạn như việc chuyên chở đường biển và các trạm dầu khí. Những cơn bão mùa đông như vậy có thể gây ra tình trạng lạnh giá và mất mùa. Polar low đã được đề cập đến bởi nhiều thuật ngữ khác, chẳng hạn như polar mesoscale vortex, Arctic hurricane, Arctic low, và cold air depression. Ngày nay thuật ngữ này thường được dành riêng cho các hệ thống mạnh hơn có gió gần mặt đất ít nhất là 17 m / s (38 mph).

#### Xoáy thuận cận nhiệt đới

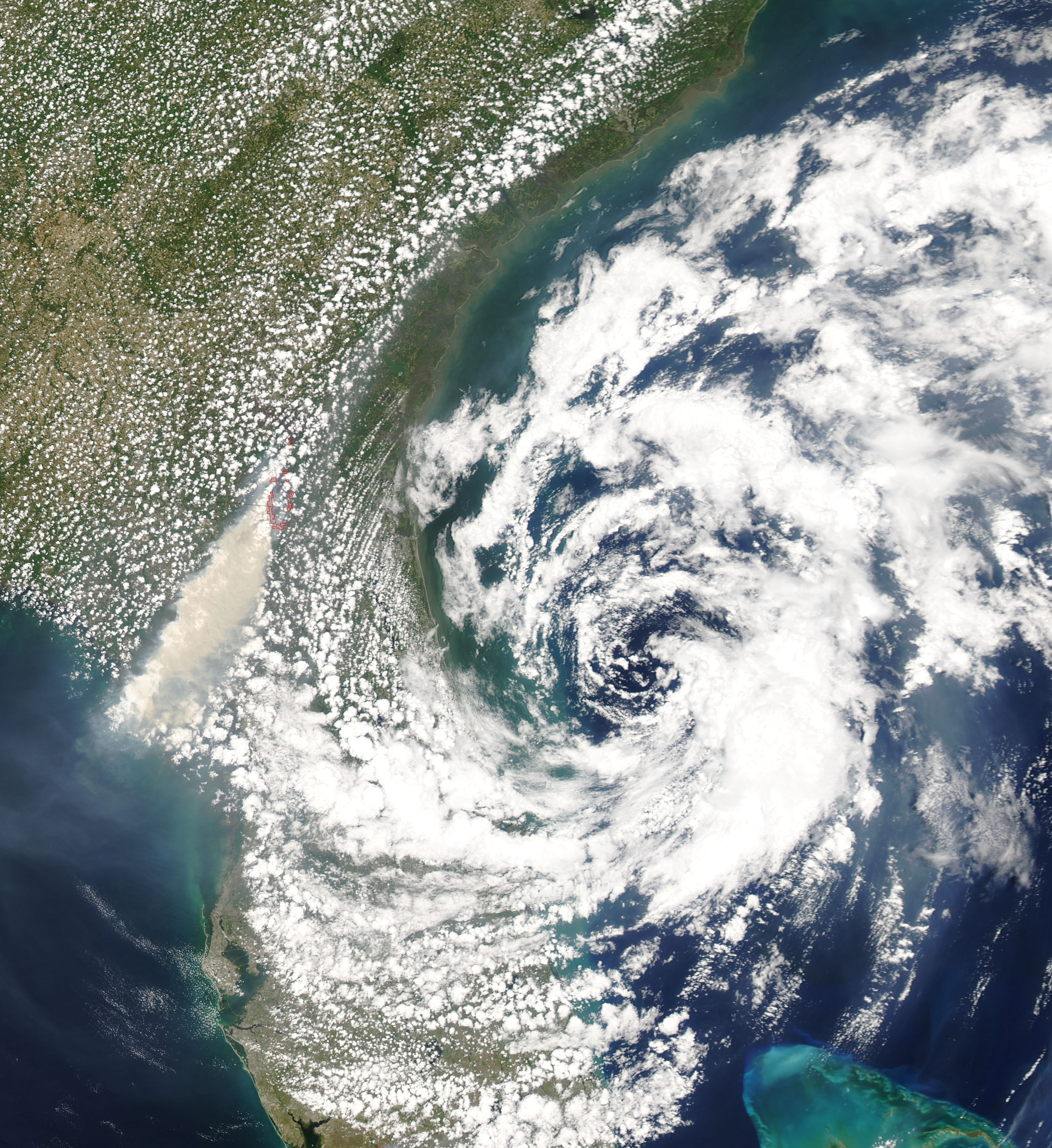
Xoáy thuận cận nhiệt đới' Andrea 2007

Một xoáy thuận cận nhiệt đới là một hệ thống thời tiết có một số đặc điểm của một cơn xoáy thuận nhiệt đới và một cơn xoáy thuận ngoài nhiệt đới
Ngay từ những năm 1950, các nhà khí tượng học không biết rõ liệu chúng có được mô tả như là xoáy thuận nhiệt đới hoặc xoáy thuận ngoài nhiệt đới. Chúng đã được chính thức công nhận bởi Trung tâm Bão quốc gia Hoa Kỳ vào năm 1972. Xoáy thuận cận nhiệt đới bắt đầu nhận được tên từ danh sách các cơn bão nhiệt đới chính thức ở Bắc Đại Tây Dương, Đông Nam Ấn Độ Dương và các lưu vực Nam Đại Tây Dương.
Có hai định nghĩa hiện được sử dụng cho các cơn xoáy thuận cận nhiệt đới. Trên khắp Bắc Đại Tây Dương và Tây Nam Ấn Độ Dương, chúng cần sự đối lưu trung tâm gần trung tâm và một lõi nóng lên ở tầng giữa của tầng đối lưu. Ở phía đông bắc Thái Bình Dương, chúng cần có một cơn xoáy thuận ở tầng đối lưu giữa để thoát khỏi đai chính của westerlies và chỉ là sự lưu hành bề mặt yếu. Xoáy thuận cận nhiệt đới có gió rộng với gió kéo dài nhất nằm xa trung tâm hơn các cơn xoáy thuận nhiệt đới điển hình và không có frông thời tiết liên kết vào trung tâm của chúng.
Vì chúng hình thành từ các xoáy thuận ngoài nhiệt đới ban đầu có nhiệt độ lạnh hơn ở bên trên so với thường thấy ở vùng nhiệt đới, nên nhiệt độ bề mặt biển cần thiết cho sự hình thành của chúng thấp hơn ngưỡng xoáy thuận nhiệt đới với nhiệt độ 3 °C (5 °F), nằm khoảng 23 °C (73 °F). Điều này cũng có nghĩa là các xoáy thuận cận nhiệt đới thường hình thành ngoài phạm vi truyền thống của mùa bão Bắc Đại Tây Dương. Các xoáy thuận cận nhiệt đới cũng được quan sát thấy ở Nam Đại Tây Dương; Các cơn xoáy thuận cận nhiệt đới Nam Đại Tây Dương được quan sát thấy trong tất cả các tháng.

#### Nhiệt đới

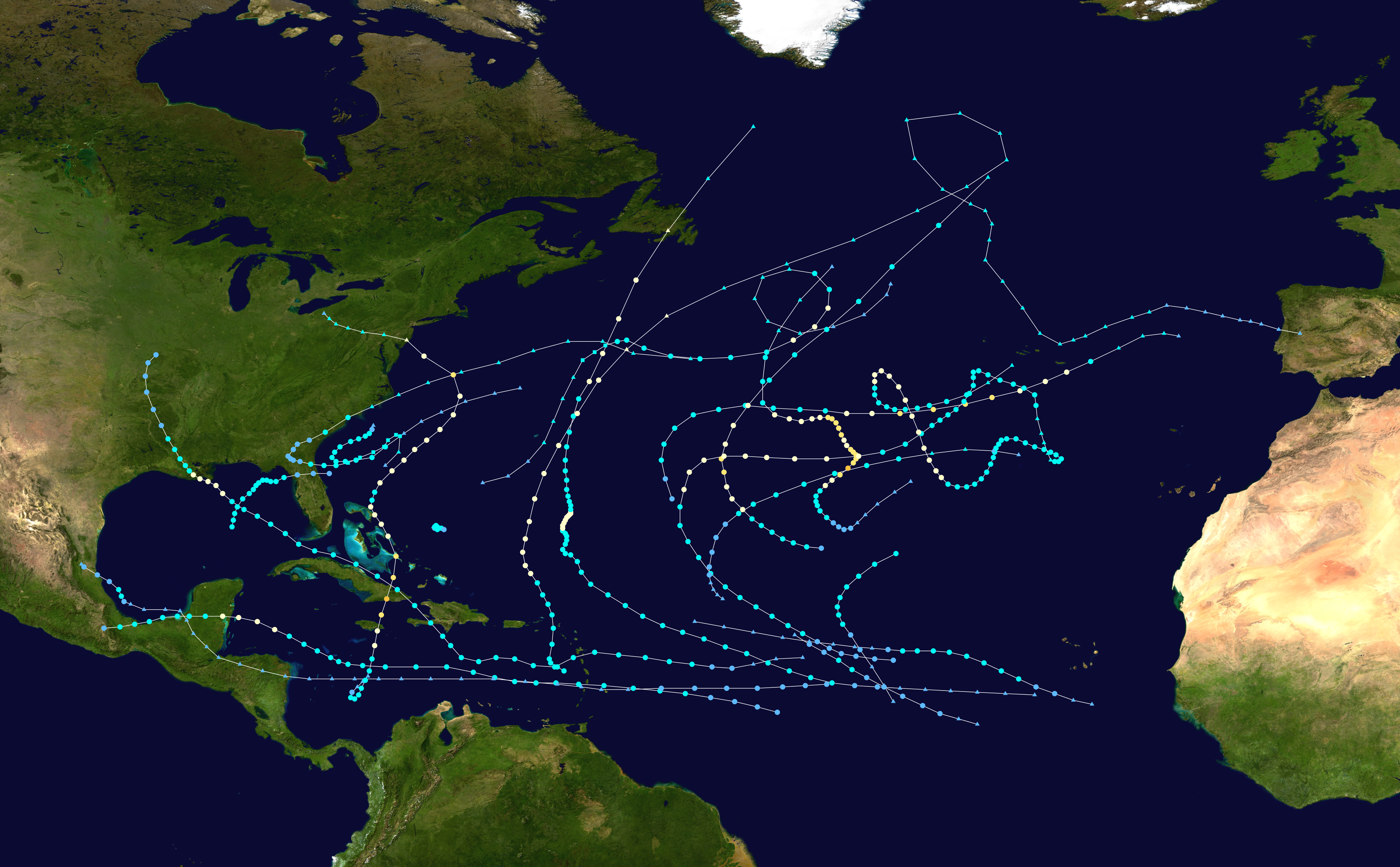
Bản đồ tóm lược mùa hurricane Đại Tây Dương 2012

Một xoáy thuận nhiệt đới là một hệ thống bão đặc trưng bởi một trung tâm áp suất thấp và vô số cơn bão tạo ra gió mạnh và mưa lũ. Một xoáy thuận nhiệt đới hấp thu nhiệt phát ra khi không khí ẩm tăng, dẫn đến sự ngưng tụ hơi nước trong không khí ẩm. Chúng được thúc đẩy bởi một cơ chế nhiệt khác với các cơn bão khác như nor'easters, các cơn bão gió ở châu Âu, và polar low, dẫn đến việc phân loại chúng như là các "cơn bão lõi ấm".
Thuật ngữ "nhiệt đới" đề cập đến cả nguồn gốc địa lý của các hệ thống này, hình thành hầu như chỉ ở các vùng nhiệt đới trên toàn cầu, và sự lệ thuộc vào các khối lượng không khí nhiệt đới biển để hình thành. Thuật ngữ "xoáy thuận" đề cập đến bản chất cyclonic của bão, với vòng quay ngược chiều kim đồng hồ ở Bắc bán cầu và xoay theo chiều kim đồng hồ ở Nam bán cầu. Tùy thuộc vào vị trí và sức mạnh của chúng, các cơn lốc xoáy nhiệt đới được gọi bằng các tên khác, chẳng hạn như hurricane, typhoon, tropical storm, cyclonic storm, tropical depression, hoặc đơn giản là cyclone.

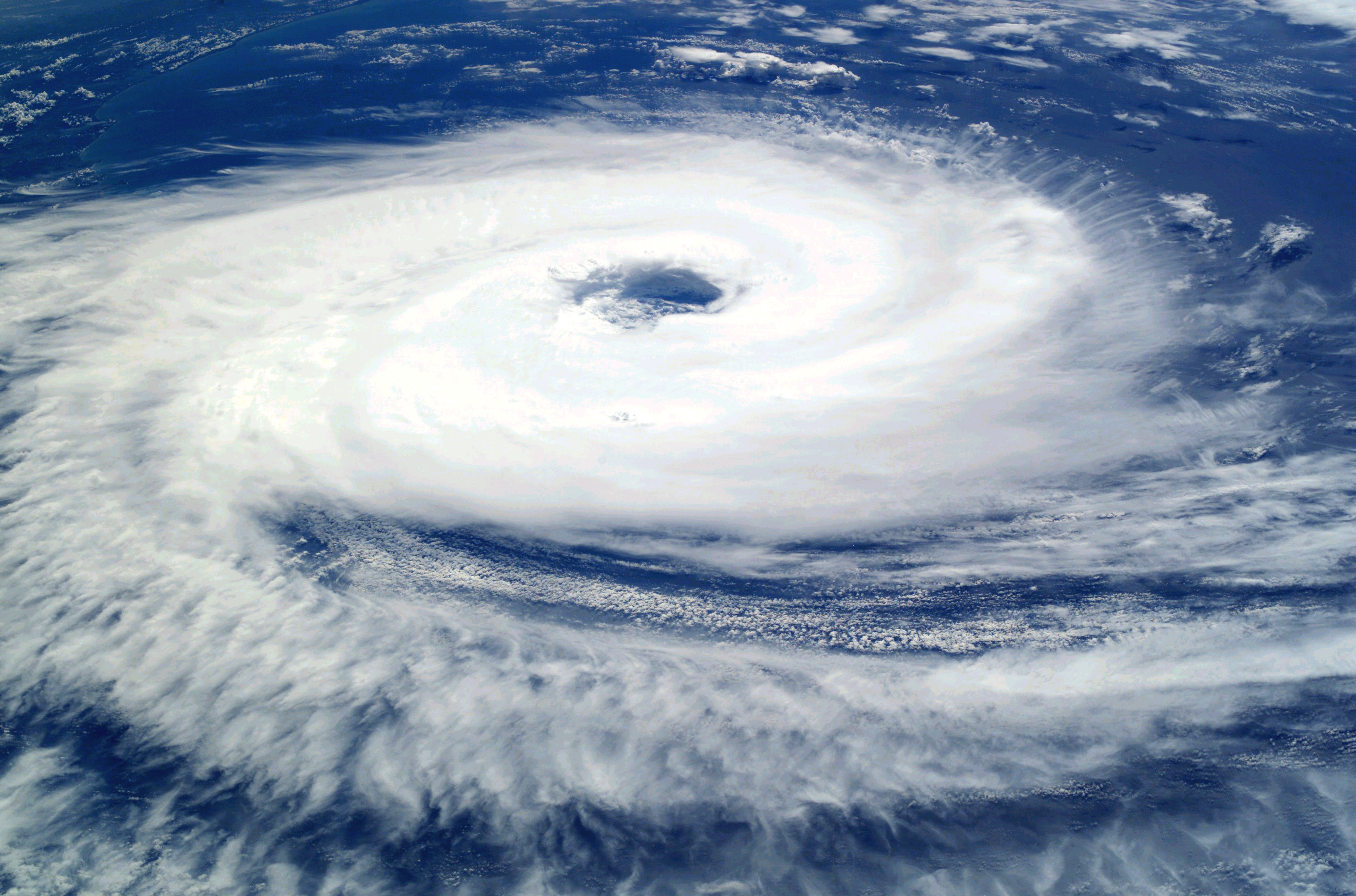
Hurricane Catarina một cơn bão nhiệt đới ở Nam Đại Tây Dương được xem từ Trạm Không gian Quốc tế vào ngày 26 tháng 3 năm 2004

Mặc dù các cơn lốc xoáy nhiệt đới có thể tạo ra những cơn gió cực mạnh và mưa xối xả, chúng cũng có thể tạo ra các đợt sóng cao và bão gây nhiều thiệt hại. Gió của chúng tăng kích thước sóng, và làm như vậy chúng thu hút nhiều nhiệt và độ ẩm vào hệ thống của họ, do đó tăng sức mạnh của chúng. Chúng phát triển qua các vùng nước ấm, và do đó mất đi sức mạnh nếu chúng di chuyển trên đất. Đây là lý do các vùng ven biển có thể nhận được thiệt hại đáng kể từ một cơn lốc xoáy nhiệt đới, trong khi vùng nội địa tương đối an toàn trước gió mạnh. Mưa lớn, tuy nhiên, có thể gây ra ngập lụt đáng kể nội địa. Sóng bão tăng lên do mực nước biển gây ra bởi áp lực giảm của lõi có hiệu lực "hút" nước lên và từ gió có hiệu lực "cọc" nước lên. Bão dâng có thể gây ra lũ lụt ven biển rộng lớn lên đến 40 kilômét (25 dặm) từ bờ biển. Mặc dù tác động của chúng đối với quần thể con người có thể là tàn phá, các cơn lốc xoáy nhiệt đới cũng có thể làm giảm các điều kiện hạn hán. Chúng cũng mang nhiệt và năng lượng ra khỏi các vùng nhiệt đới và vận chuyển nó tới các vĩ độ ôn đới, làm cho chúng trở thành một phần quan trọng của cơ chế tuần hoàn khí quyển toàn cầu. Kết quả là các cơn lốc xoáy nhiệt đới giúp duy trì sự cân bằng trong tầng đối lưu của Trái Đất.
Nhiều cơn lốc xoáy nhiệt đới phát triển khi điều kiện khí quyển xung quanh sự xáo trộn yếu trong khí quyển rất thuận lợi. Các xoáy thuận khác hình thành khi các loại cyclone khác có đặc tính nhiệt đới. Các hệ thống nhiệt đới sau đó được di chuyển bằng gió điều khiển trong tầng đối lưu; nếu các điều kiện vẫn thuận lợi, sự xáo trộn nhiệt đới tăng lên, và thậm chí có thể phát triển một mắt bão. Ở đầu kia của dải tần, nếu các điều kiện xung quanh hệ thống xấu đi hoặc cơn bão nhiệt đới đổ bộ lên đất liền, hệ thống sẽ suy yếu và cuối cùng tan rã. Một cơn bão nhiệt đới có thể trở thành ngoài nhiệt đới khi nó di chuyển đến các vĩ độ cao hơn nếu nguồn năng lượng thay đổi từ nhiệt phát hành bằng cách ngưng tụ đến sự khác biệt về nhiệt độ giữa khối không khí. Một cơn bão nhiệt đới thường không được coi là trở thành cận nhiệt đới trong quá trình chuyển đổi ngoài nhiệt đới của nó .

hurricane Đại Tây Dương
typhoon Thái Bình Dương
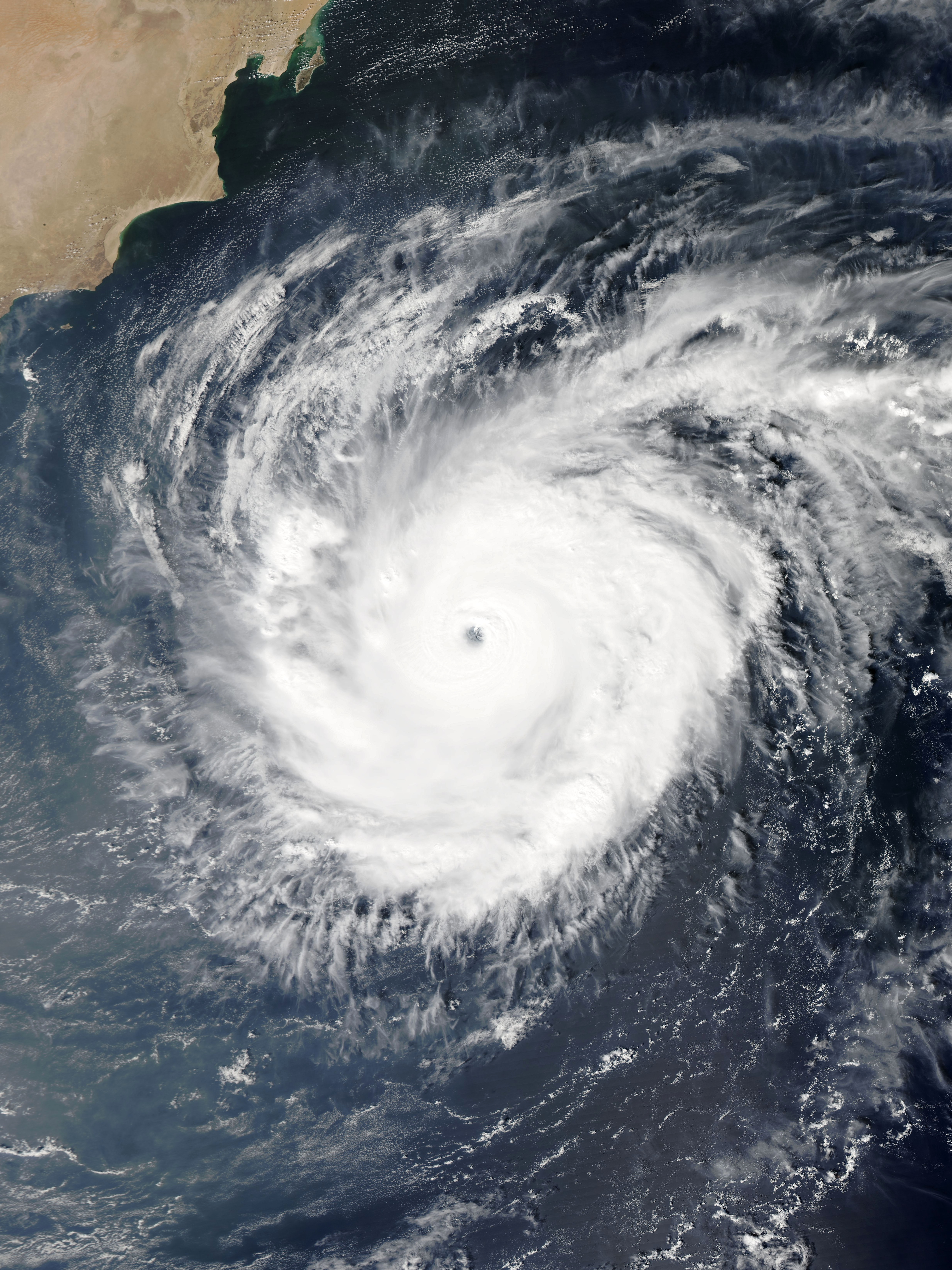
cyclone Bắc Ấn Độ Dương
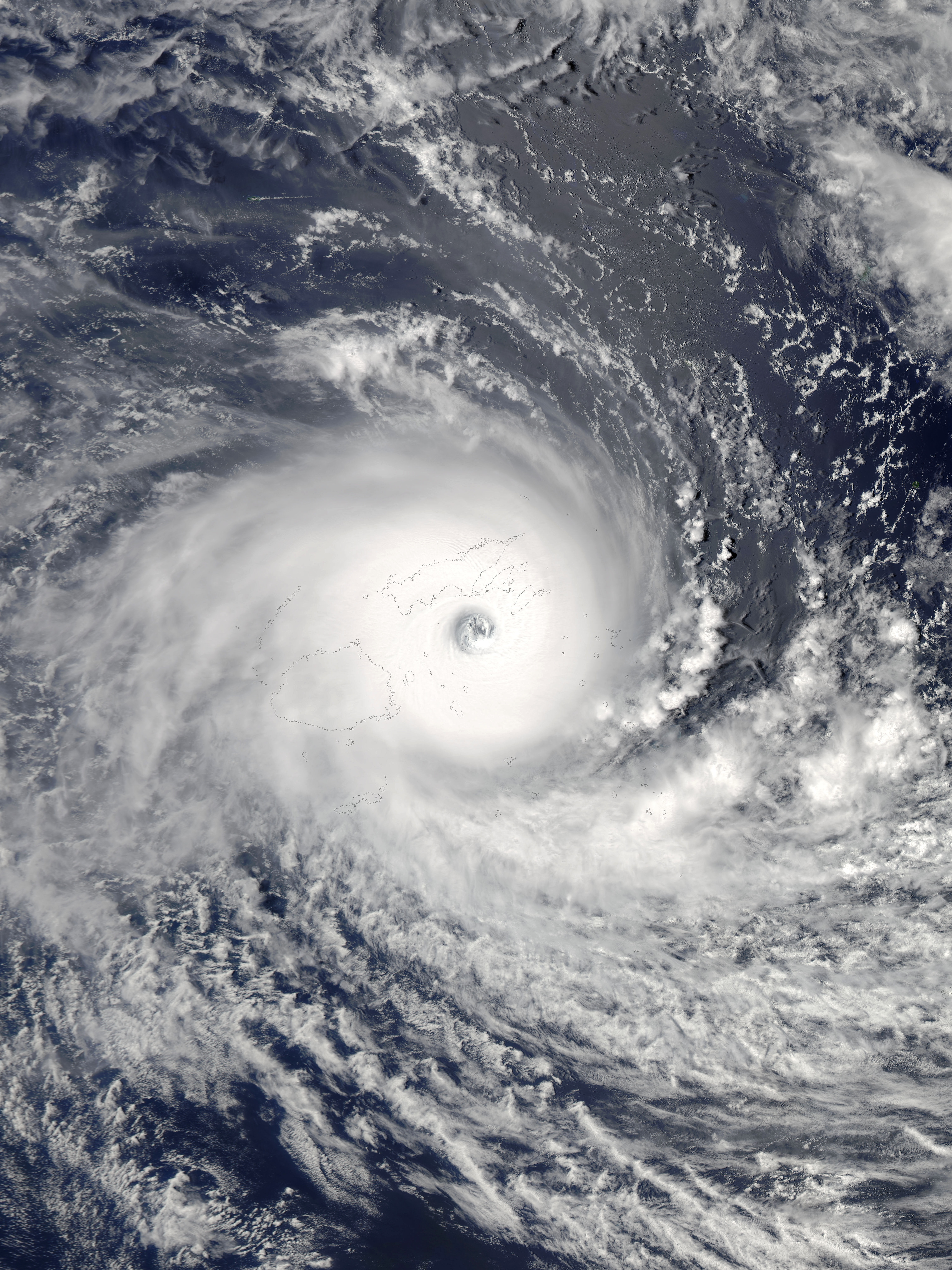
cyclone Nam Thái Bình Dương

### Các loại tầng cao hơn

#### Xoáy thuận cực
Xoáy thuận cực hay xoáy cực (tiếng Anh: polar cyclone, Arctic cyclone hay polar vortex) 
là một vùng có diện tích rộng lớn của áp suất thấp tăng cường vào mùa đông và yếu đi trong mùa hè. Một xoáy cực là một hệ thống thời tiết áp suất thấp, thường kéo dài 1.000 kilômét (620 mi) đến 2.000 kilômét (1.200 dặm), trong đó không khí luân chuyển theo hướng ngược chiều kim đồng hồ ở bắc bán cầu, và theo chiều kim đồng hồ ở bán cầu nam. Sự gia tốc Coriolis tác động lên không khí di chuyển đến cực ở độ cao, gây ra một sự lưu thông ngược chiều kim đồng hồ ở độ cao. Sự di chuyển về hướng cực của không khí bắt nguồn từ sự lưu thông không khí của khối cực. Polar low không phải thúc đẩy từ sự đối lưu như là các cơn lốc xoáy nhiệt đới, cũng không phải là sự tương tác giữa các khối lượng không khí nóng và lạnh như những cơn xoáy thuận ngoài nhiệt đới, nhưng là một hiện vật của sự di chuyển không khí toàn cầu của khối cực. Căn cứ của polar low ở tầng giữa tới tầng trên của tầng đối lưu. Ở Bắc bán cầu, xoáy cực trung bình có hai trung tâm. Một trung tâm nằm gần đảo Baffin và một bên trên đông bắc Siberia Ở bán cầu nam, nó có xu hướng nằm gần rìa thềm lục địa Ross gần 160 kinh tuyến phía tây . Khi xoáy cực mạnh, ảnh hưởng của nó có thể được cảm nhận ở bề mặt như gió tây (về phía đông). Khi cơn bão cực yếu, các đợt thời tiết lạnh sẽ xảy ra.

## Quy mô trung
Các loại dưới đây của xoáy thuận dưới đây không được nhận diện trong bản qu mô lớn.

### Xoáy thuận trung

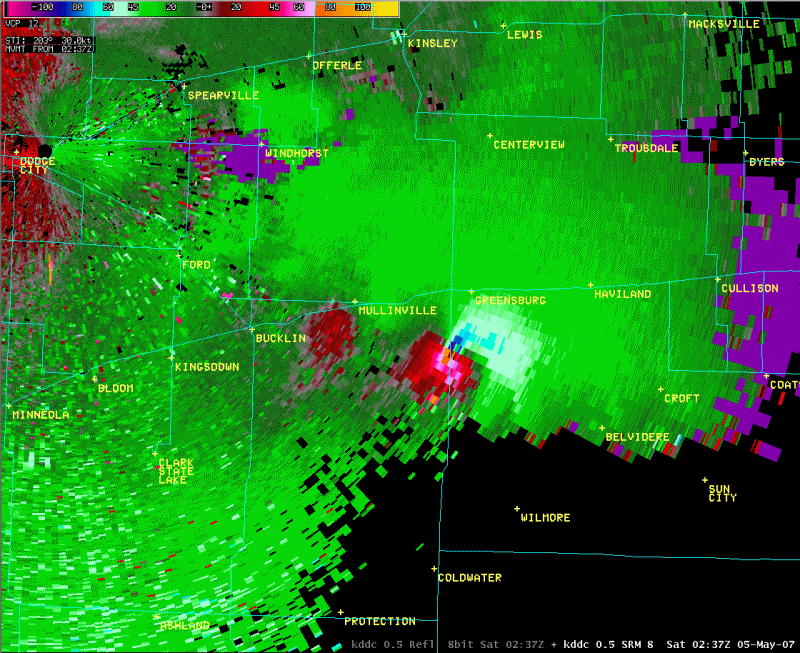
Một mesocyclone trên Greensburg, Kansas vào ngày 4 tháng 5 năm 2007.

Xoáy thuận trung (tiếng Anh: Mesocyclone)là một xoáy không khí trong một cơn bão đối lưu. Nó là do không khí tăng lên và xoay quanh một trục thẳng đứng, thường ở cùng hướng với các hệ thống áp suất thấp trong một bán cầu nhất định. Chúng thường là cyclonic, có nghĩa là, kết hợp với một vùng áp suất thấp cục bộ trong một cơn bão dữ dội. Những cơn bão như vậy có thể có gió bề mặt mạnh và mưa đá dữ dội. Mesocyclone thường xảy ra cùng với sự cập nhật trong các cơn dông bão, trong đó lốc xoáy có thể hình thành tại điểm trao đổi với các luồng không khí đi xuống.
Mesocyclone được địa hoá, có đường kính khoảng 2 km (1,2 mi) đến 10 km (6,2 dặm) trong các cơn dôngbão mạnh. Sấm sét có chứa mesocyclone liên tục là các cơn bão siêu. Mesocyclone xảy ra trong khí tượng quy mô trung từ một vài km đến hàng trăm kilômét. Radar Doppler được sử dụng để xác định mesocyclones. Mesovortex là một tính năng luân phiên tương tự nhưng nhỏ hơn và yếu hơn đặc điểm quay liên quan đến các đường squall.